# Daniel Mahrer
Daniel Mahrer (Coira, 6 gennaio 1962) è un ex sciatore alpino svizzero.

## Biografia

### Stagioni 1984-1991
Mahrer, specialista delle prove veloci, ottenne il primo piazzamento in carriera in occasione della combinata di Coppa del Mondo disputata a Garmisch-Partenkirchen il 29 gennaio 1984, quando si classificò al 9º posto; nella stagione successiva, il 3 marzo 1985 a Furano, colse in supergigante la prima vittoria, nonché primo podio, nel massimo circuito internazionale. All'esordio iridato, Crans-Montana 1987, fu 6º nella discesa libera, mentre in quello olimpico, Calgary 1988, si classificò 12º nella discesa libera e non completò il supergigante.
Il 14 gennaio 1989 Mahrer ottenne il successo più prestigioso della sua carriera vincendo la discesa libera della Streif di Kitzbühel e il mese dopo ai Mondiali di Vail nella medesima specialità fu 4º. Il 5 gennaio 1991 vinse la sua prima discesa libera di Coppa del Mondo sulla Kandahar di Garmisch-Partenkirchen e ai successivi Mondiali di Saalbach-Hinterglemm conquistò la medaglia di bronzo nella medesima specialità, suo unico podio iridato.

### Stagioni 1992-1996
La stagione 1991-1992 fu la migliore di Mahrer in Coppa del Mondo: ottenne quattro podi con due vittorie e si piazzò all'8º posto nella classifica generale e al 2º in quella della Coppa del Mondo di discesa libera, nella quale fu staccato di 112 punti dal vincitore, il suo connazionale Franz Heinzer; nello stesso anno ai XVI Giochi olimpici invernali di Albertville 1992 si classificò 13º nella discesa libera. Nel 1993 bissò il successo di due anni prima sulla Kandahar di Garmisch-Partenkirchen (l'11 gennaio; fu quella la sua ultima vittoria in Coppa del Mondo) e partecipò ai Mondiali di Morioka, dove sempre in discesa libera fu 19º; ai XVII Giochi olimpici invernali di Lillehammer 1994, suo congedo olimpico, fu 14º nella discesa libera e non completò il supergigante.
Nel corso della sua ultima stagione agonistica, 1995-1996, salì per l'ultima volta sul podio in Coppa del Mondo, a Veysonnaz il 19 gennaio (3º in discesa libera), partecipò ai suoi ultimi Mondiali, quelli della Sierra Nevada (19º in discesa libera), e disputò la sua ultima gara in Coppa del Mondo, la discesa libera del 6 marzo a Lillehammer Kvitfjell (6º). La sua ultima gara in carriera fu il supergigante dei Campionati svizzeri 1996, disputato il 9 aprile a Verbier e che Mahrer chiuse al 20º posto.

### Bilancio della carriera
Forte discesista in attività tra la fine degli anni 1980 e gli inizi degli anni 1990, in carriera fu in grado di ottenere otto successi in Coppa del Mondo, sette in discesa libera e uno in supergigante; particolarmente prestigiosa la vittoria sul classico tracciato della Streif di Kitzbühel in Austria. Lo sciatore vanta anche la medaglia di bronzo conquistata, sempre nella discesa libera, in occasione dei Mondiali del 1991 disputati a Saalbach-Hinterglemm.

## Palmarès

### Mondiali
- 1 medaglia:
  - 1 bronzo (discesa libera a Saalbach-Hinterglemm 1991)

### Coppa del Mondo
- Miglior piazzamento in classifica generale: 8º nel 1992 e nel 1993
- 24 podi:
  - 8 vittorie
  - 9 secondi posti
  - 7 terzi posti

#### Coppa del Mondo - vittorie
| Data            | Località               | Paese       | Specialità |
| --------------- | ---------------------- | ----------- | ---------- |
| 3 marzo 1985    | Furano                 | Giappone    | SG         |
| 7 dicembre 1987 | Val-d'Isère            | Francia     | DH         |
| 24 gennaio 1988 | Leukerbad              | Svizzera    | DH         |
| 14 gennaio 1989 | Kitzbühel              | Austria     | DH         |
| 5 gennaio 1991  | Garmisch-Partenkirchen | Germania    | DH         |
| 7 marzo 1992    | Panorama               | Canada      | DH         |
| 14 marzo 1992   | Aspen                  | Stati Uniti | DH         |
| 11 marzo 1993   | Garmisch-Partenkirchen | Germania    | DH         |

Legenda:

DH = discesa libera

SG = supergigante

### Campionati svizzeri
- 5 medaglie (dati parziali fino alla stagione 1994-1995)[1]:
  - 5 ori (discesa libera[senza fonte] nel 1987; supergigante[senza fonte] nel 1990; supergigante[senza fonte] nel 1991; discesa libera[senza fonte] nel 1993; discesa libera nel 1995)